# Сєнін Олексій Семенович
Олексій Семенович Сєнін (1913, місто Юзівка Катеринославської губернії, тепер місто Донецьк Донецької області — ?) — український радянський партійний діяч, 2-й секретар Херсонського сільського обкому КПУ, 1-й секретар Калінінського та Каховського райкомів КПУ Херсонської області.

## Біографія
Народився у багатодітній шахтарській родині.
Закінчив Мічурінський сільськогосподарський інститут.
Член ВКП(б) з 1940 року.
У 1941—1945 роках — у Червоній армії. Учасник німецько-радянської війни.
Після демобілізації працював агрономом Сталінського обласного управління сільського господарства.
Закінчив Вищу партійну школу при ЦК КПУ.
До 1958 року — 1-й секретар Калінінського районного комітету КПУ Херсонської області.
У 1958—1961 роках — 1-й секретар Каховського районного комітету КПУ Херсонської області.
У травні 1961 — січні 1963 року — секретар Херсонського обласного комітету КП(б)У.
14 січня 1963 — грудень 1964 року — 2-й секретар Херсонського сільського обласного комітету КПУ.
Подальша доля невідома.

## Родина
Мав братів Івана Сєніна та Григорія Сєніна.

## Нагороди
- орден Леніна (26.02.1958)
- орден Вітчизняної війни 2-го ст. (6.04.1985)
- медалі
- Почесна грамота Президії Верховної Ради Української РСР (.03.1963)